# Goux-les-Usiers
Goux-les-Usiers è un comune delegato del comune di Val-d'Usiers, situato nel dipartimento del Doubs nella regione della Borgogna-Franca Contea. In precedenza comune autonomo, il 1º gennaio 2024 è confluito insieme agli ex comuni di Bians-les-Usiers e Sombacour nel nuovo comune di Val-d'Usiers.

## Società

### Evoluzione demografica
Abitanti censiti